# Osachi Hamaguchi
Osachi Hamaguchi (jap. 濱口 雄幸 Hamaguchi Osachi; ur. 1 maja 1870 w Godaisan (dzisiejsze Kōchi w prefekturze Kōchi), zm. 26 sierpnia 1931 w Tokio) – japoński polityk, premier Japonii.

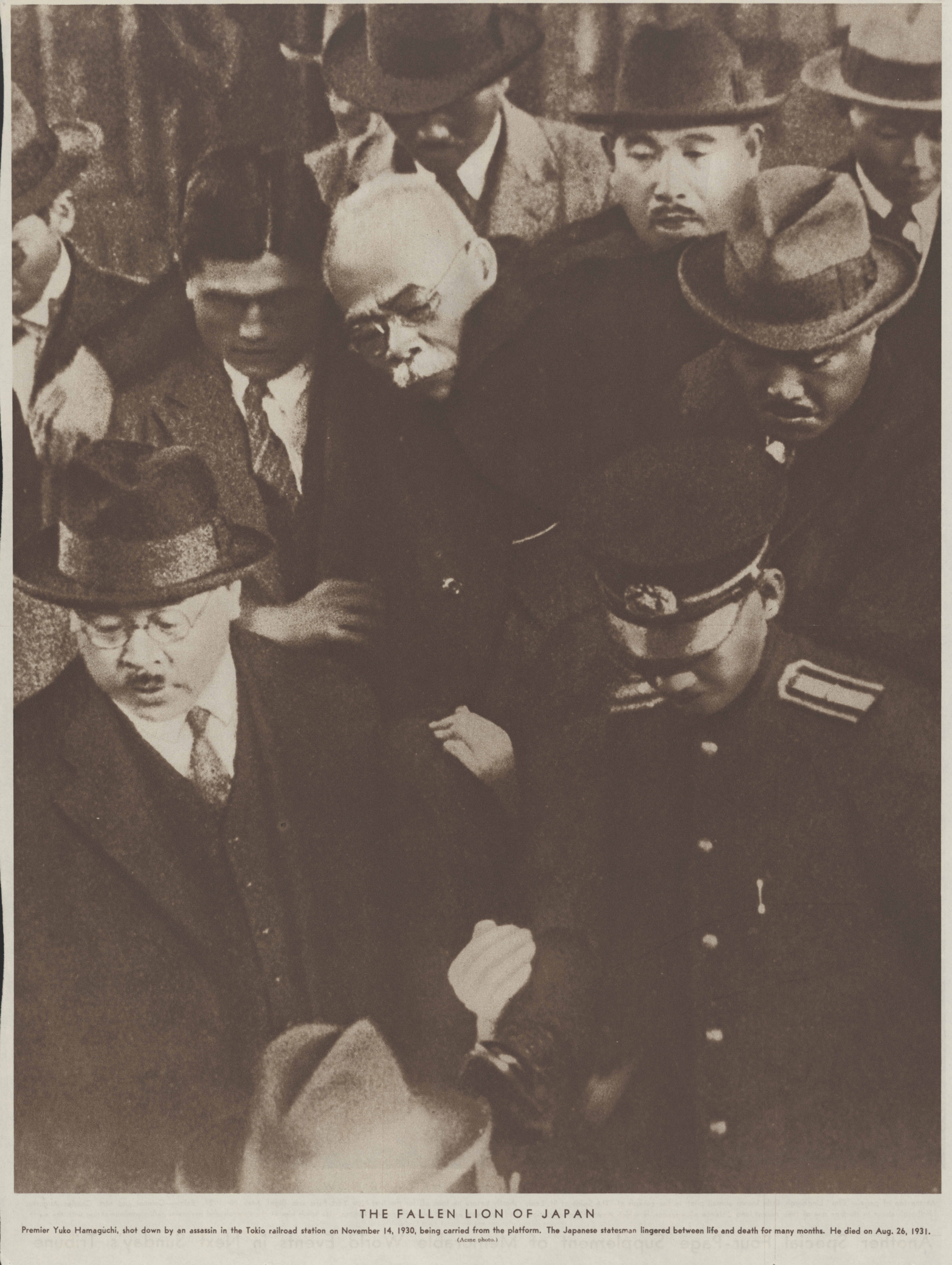
Próba zamachu na Osachiego Hamaguchi na dworcu Tōkyō, 14 listopada 1930

W 1915 r. został wybrany do Izby Reprezentantów. Od 1924 do 1926 r. pełnił funkcję ministra finansów, a od 1926 do 1927 r. ministra spraw wewnętrznych. W 1927 r. objął stanowisko przewodniczącego partii Rikken Minseitō (Konstytucyjna Partia Rządów Demokratycznych, 1927–1940). W latach 1929–1931 był premierem Japonii.
14 listopada 1930 r. na dworcu Tōkyō postrzelił go japoński ultranacjonalista z prawicowej organizacji Aikokusha (Stowarzyszenie Patriotów). Prawdopodobnie miało to związek z przyjęciem niekorzystnych dla Japonii ograniczeń wielkości floty wojennej na konferencji londyńskiej). Mimo ran, Hamaguchi zwyciężył w kolejnych wyborach w lutym 1931 r. i został ponownie premierem w marcu 1931, lecz ustąpił miesiąc później.